# Новый Кичкиняш
Новый Кичкиняш (баш. Яңы Кескенәш) — деревня в Шаранском районе Республики Башкортостан Российской Федерации. Входит в состав Старотумбагушевского сельсовета.

## География

### Географическое положение
Расстояние до:
- районного центра (Шаран): 9 км,
- центра сельсовета (Старотумбагушево): 2 км,
- ближайшей ж/д станции (Туймазы): 45 км.

## История
Деревня основана переселенцами из деревни Кичкиняш после 1926 года (по воспоминаниям жителей, в 1928 году). Жители этих деревень сначала образовали ТОЗ, а в 1929 году вступили в колхоз «Интернационал». В доме раскулаченного была открыта изба-читальня, там же находился пункт ликбеза.
В 1937 году жители деревни Новый Кичкиняш были в составе колхоза «Победа».
В 1939 году в деревне Ново-Кичкиняш Старо-Тумбагушевского сельсовета Шаранского района проживал 101 житель (41 мужчина, 60 женщин). В 1953 году Старо-Тумбагушевский сельсовет вошёл в состав вновь образованного Кичкиняшевского сельсовета.
В 1959 году в деревне Кичкиняшевского сельсовета Шаранского района — 124 жителя (51 мужчина, 73 женщины). В начале 60-х Кичкиняшевский сельсовет переименован в Старотумбагушевский с переносом центра.
В 1970 году в деревне Новый Кичкиняш Старотумбагушевского сельсовета Шаранского района — 122 жителя (58 мужчин, 64 женщины).
В 1979 году — 97 человек (47 мужчин, 50 женщины).
В 1989-м — 57 жителей (30 мужчин, 27 женщин).
В 2002 году — 53 человека (29 мужчин, 24 женщины), марийцы (98 %).
В 2010 году в деревне проживало 39 человек (23 мужчины, 16 женщин).

## Население
| 2002 | 2009 | 2010 |
| ---- | ---- | ---- |
| 53   | ↗119 | ↘39  |

## Инфраструктура
Деревня электрифицирована и газифицирована, есть кладбище. Единственная улица — Цветочная — представляет собой просёлочную дорогу.